# 尤拉科查湖 (聖克魯斯區)
8°53′02″S 77°43′41″W / 8.88389°S 77.72806°W
尤拉科查湖（Yuraqqucha），是秘魯的湖泊，位於該國北部安卡什大區，由瓦伊拉斯省的聖克魯斯區負責管轄，面積0.29平方公里，海拔高度4,618米。